# John Henry Tilden

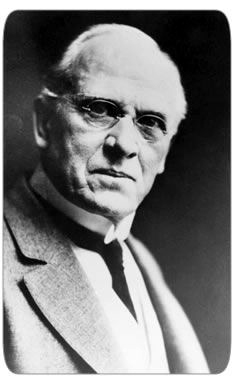
John Henry Tilden

John Henry Tilden (Van Burensburg, 21 januari 1851 - Denver, 1 september 1940) was Amerikaans arts die onderzoek deed naar de natuurlijke hygiëne, voeding en de oorzaken van ziekte.

## Biografie
Tilden was de zoon van arts Joseph G. Tilden en volgde zijn voorbeeld door geneeskunde te studeren aan de Eclectic Medical Institute of Cincinnati. Hij behaalde zijn diploma in 1872 en had acht jaar een praktijk in Nokomis. In 1879 verhuisde hij naar St. Louis en doceerde er aan het American Medical College. Hoewel hij verbonden bleef aan het college verhuisde hij in 1881 naar Litchfield, in 1886 naar Wichita en in 1890 naar Denver. In 1882 werd hij benoemd tot professor in de anatomie aan het college.  
Tilden huwde in 1873 en kreeg twee dochters.

## Onderzoek en inzichten
Tilden is vooral gekend als een scepticus van medicatie om te genezen. Hij wijzigde zijn inzicht op ziekte en was ervan overtuigd dat ziekte het gevolg was van een ongezonde levensstijl en voeding.

## Publicaties
Vanaf 1900 publiceerde hij maandelijks een tijdschrift over zijn bevindingen met als doel zijn kennis en inzichten te verspreiden. Het magazine verscheen onder de namen The Stuffed Club (1900-1915), The Philosophy of Health (1915-1926) en Health Review and Critique (1926-1940).
- Criticisms of the Practice of Medicine, (1910)
- Cholera Infantum (1909)
- Epilepsy (1918)
- Typhoid Fever (1909)
- Diseases Of Women and Easy Childbirth (1912)
- Gonorrhea and Syphilis (1912)
- Appendicitis (1921)
- Care of Children (1920)
- Impaired Health I (1921)
- Impaired Health II (1921)
- Food I - Its composition, preparation, combination, and effects, with appendix on cooking (1914)
- Food II - Its influence as a factor in disease and health (1916)
- Pocket Dietitian[dode link] (1925)
- Toxaemia Explained: The True Interpretation of the Cause of Disease (1926)